# Villicharixa pilosissima
Villicharixa pilosissima is een mosdiertjessoort uit de familie van de Electridae. De wetenschappelijke naam van de soort is voor het eerst geldig gepubliceerd in 1982 door Moyano.